# 79375 Valetti
79375 Valetti è un asteroide della fascia principale. Scoperto nel 1997, presenta un'orbita caratterizzata da un semiasse maggiore pari a 2,3094476 UA e da un'eccentricità di 0,1963824, inclinata di 0,97951° rispetto all'eclittica.
L'asteroide è dedicato all'astronomo amatoriale italiano Alvero Valetti.